# Villelongue-d'Aude
Villelongue-d'Aude är en kommun i departementet Aude i regionen Occitanien  i södra Frankrike. Kommunen ligger  i kantonen Limoux som ligger i arrondissementet Limoux. År 2022 hade Villelongue-d'Aude 314 invånare.

## Befolkningsutveckling
Antalet invånare i kommunen Villelongue-d'Aude
Referens: INSEE